# 海津市立今尾小学校
海津市立今尾小学校 （かいづしりつ いまおしょうがっこう）は、岐阜県海津市平田町にある公立小学校。

## 沿革
- 文政年間 - 今尾藩藩主竹腰正定により藩校の文武館が開校。
- 1870年（明治3年） - 格致堂に改称する。
- 1873年（明治6年） -
  - 格致堂が廃止。安八郡今尾村に真澄第一舎が開校。常栄寺を仮校舎とする。
  - 安八郡脇野村に真澄第二舎が開校。
- 1879年（明治12年） -
  - 真澄第一舎が今尾学校に改称。現在地（今尾城跡）に移転。
  - 真澄第二舎が真澄学校に改称[注釈 1]。
- 1886年（明治19年） - 今尾尋常高等小学校に改称する。
- 1889年（明治22年）7月1日 - 安八郡今尾村が町制施行、今尾町になる。
- 1897年（明治30年） -  今尾町、高田村、三郷村、仏師川村、平原村、土倉村、脇野村、西島村が合併し、今尾町になる。
- 1903年（明治36年）8月25日 - 平原尋常小学校、西島尋常小学校、三郷尋常小学校が今尾尋常高等小学校に統合される。平原分教場、西島分教場、三郷分教場を設置。
- 1916年（大正5年） - 今尾農業商業補習学校を併設。
- 1921年（大正10年） - 校舎の一部が岐阜県海津中学校の仮校舎となる（1923年まで）。
- 1935年（昭和10年） - 補習学校を廃止。農商青年学校を併設。
- 1941年（昭和16年）4月1日 - 今尾国民学校に改称する。
- 1947年（昭和22年）4月1日 - 今尾町立今尾小学校に改称する。
- 1955年（昭和30年）2月1日 -
  - 今尾町の大部分（今尾・高田・三郷・仏師川・土倉・脇野・西島）と海西村が合併し、平田町が発足。同時に平田町立今尾小学校に改称する。
  - 今尾町の一部（平原）が海津町に編入される。これにより平原分校は海津町に移り、海津町立高須小学校平原分校となる。
- 1966年（昭和41年） - 三郷分校を廃止。
- 1972年（昭和47年） - 西島分校を廃止。
- 1975年（昭和50年） - 新校舎（鉄筋コンクリート造）が完成。
- 2005年（平成17年）3月28日 - 海津町、南濃町、平田町が合併し、海津市が発足。同時に海津市立今尾小学校に改称する。

## 通学区域[1]
全て平田町の地域。
- 今尾
- 四ッ谷[注釈 2]
- 土倉
- 脇野
- 西島
- 高田
- 三郷
- 仏師川

## 進学先中学校
- 平田中学校